# Semiramide
Semiramide là vở opera 2 màn của nhà soạn nhạc người Ý Gioachino Rossini dựa theo tác phẩm Semiramis của Voltaire. Vở opera được Rossini sáng tác vào năm 1822, trình diễn lần đầu tiên tại Venezia vào năm 1823.